# Sigrid Ekendahl
Sigrid Hildur Elvira Ekendahl, född 17 januari 1904 i Eskilstuna, död 15 oktober 1996 i Oscars församling, Stockholms län, var en svensk fackföreningskvinna och politiker (socialdemokrat).
Ekendahl var åren 1948–1964 central ombudsman vid LO och som sådan den första kvinnan på den posten. Som riksdagspolitiker var hon ledamot av andra kammaren 1940–1948 och 1956–1968, invald i Stockholms stads valkrets.